# Isola del Gran Sasso d’Italia
Isola del Gran Sasso d’Italia – miejscowość i gmina we Włoszech, w regionie Abruzja, w prowincji Teramo.
Według danych na rok 2004 gminę zamieszkiwało 4878 osób, 58,8 os./km².

## Galeria

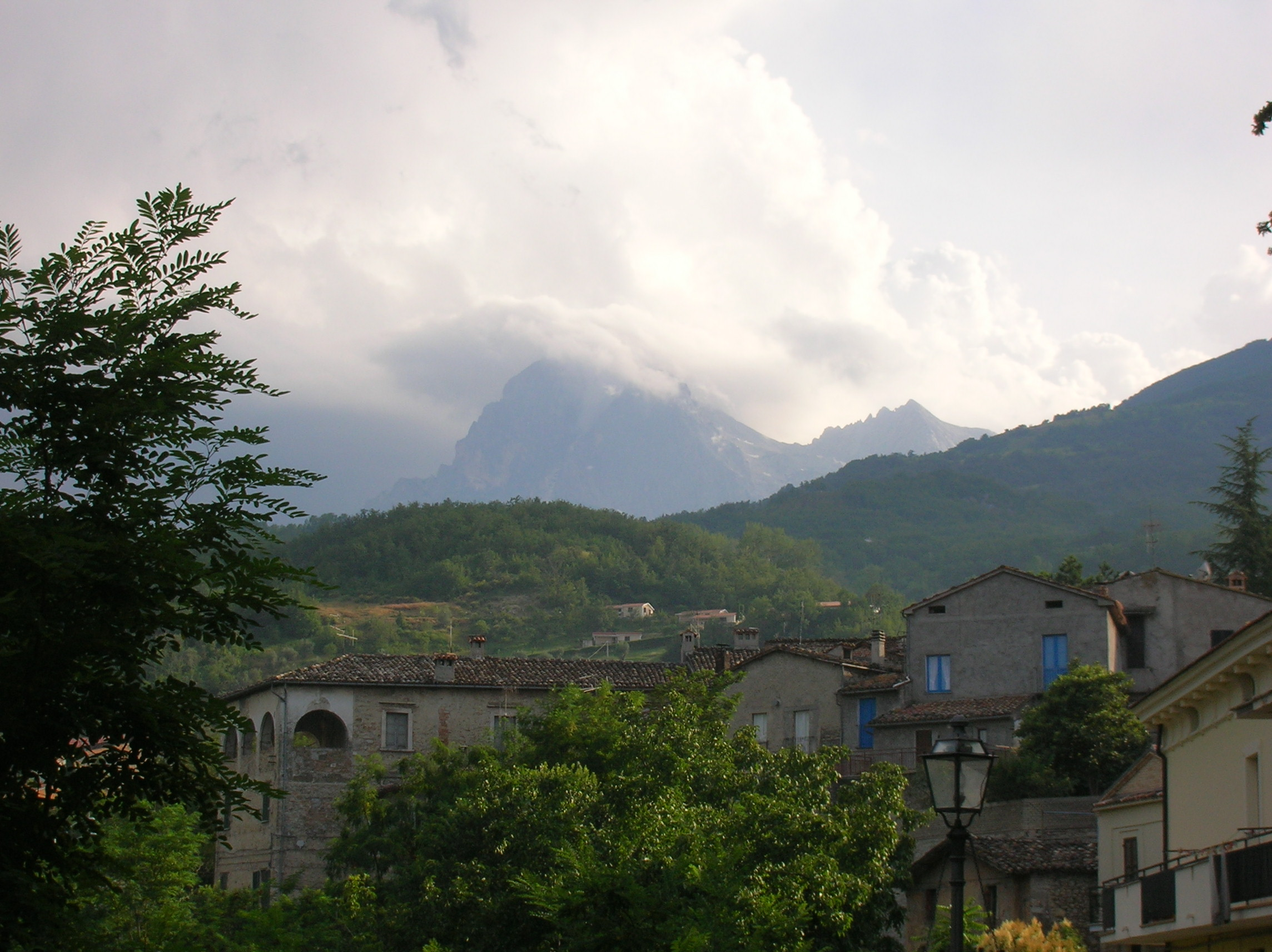
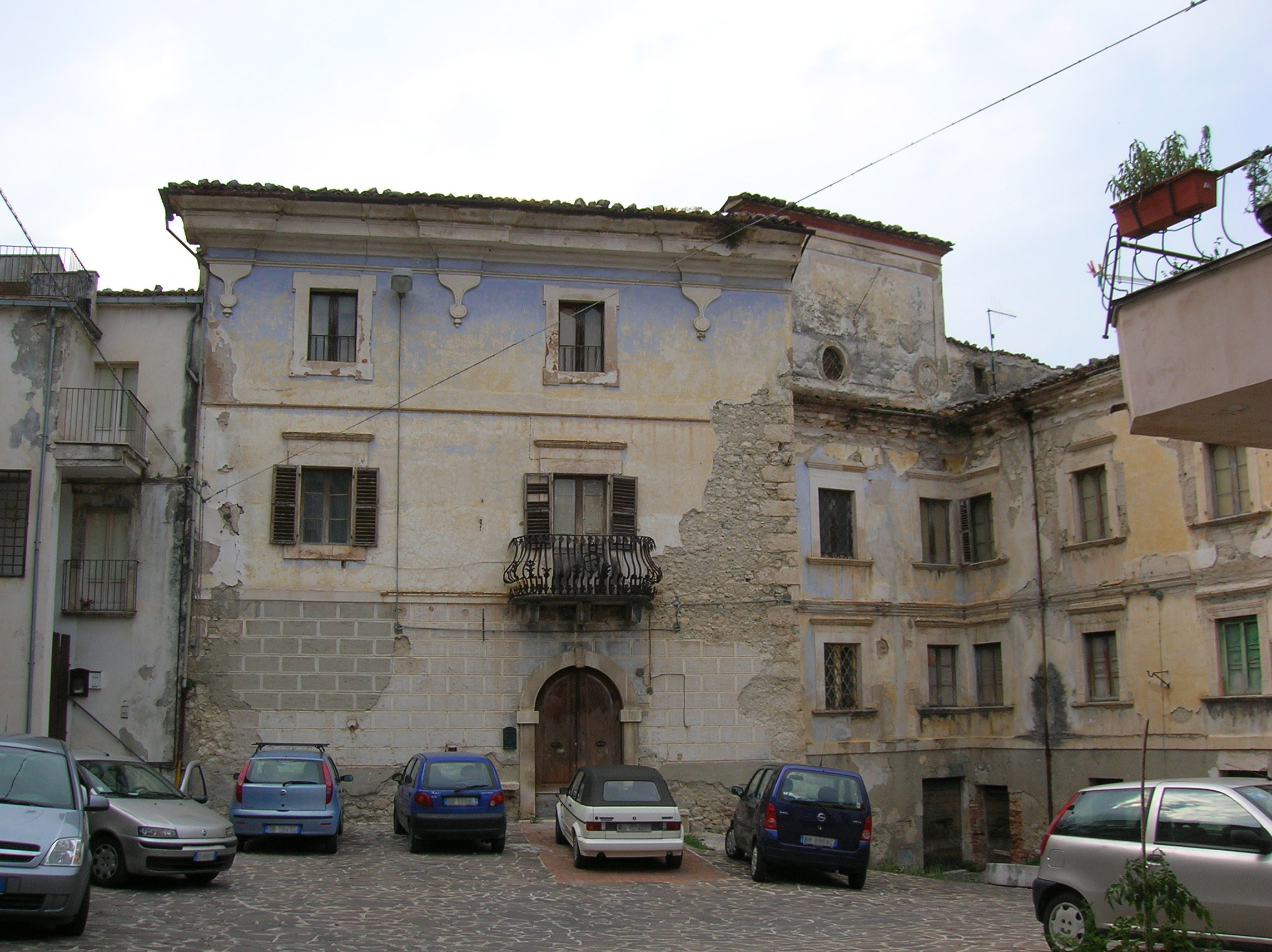
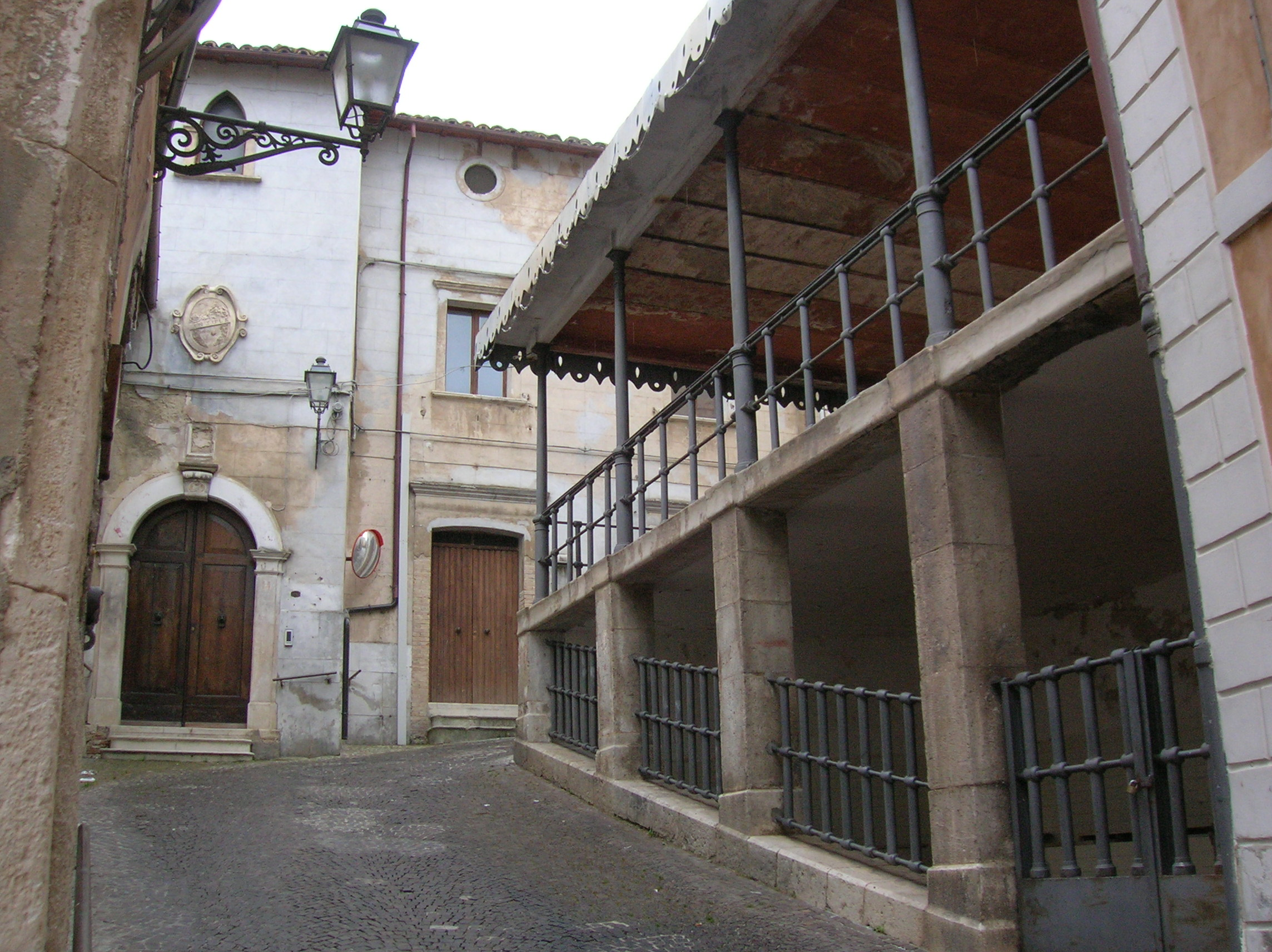